# 77. pehotni polk (Italija)
77. pehotni polk (Lupi di) Toscana (izvirno italijansko 77º Reggimento fanteria) je bil pehotni polk (Kraljeve) Italijanske kopenske vojske.

## Zgodovina
Med prvo svetovno vojno je bil polk aktiven na soški fronti ter med drugo svetovno vojno je bil nastanjen v Grčiji in v Franciji.